# افتح يا سمسم (مجلة)
مجلة افتح يا سمسم هي مجلة كويتية شهرية لمدة 10 أشهر في السنة وتتوقف عن الصدور مدة شهرين، تصدر عن المجموعة المتحدة للإنتاج من وزارة الإعلام الكويتية، بالاشتراك مع مؤسسة الإنتاج البرامجي المشترك لدول الخليج العربي، الناشر: أسامة فوزي القاوقجي، رئيس التحرير: إبراهيم اليوسف، مدير التحرير: ياسر المالح.
لا تعتمد المجلة على أي رسوم كرتونية، عدد صفحات المجلة 32 صفحة ملونة بقطع 22×28سم، تخلو من الحكي، والقصص وتعتمد على الرسوم، وحقوق الرسوم والتأليف محفوظة للمجموعة المعتمدة، وبإذن خاص من ورشة تلفزيون الأطفال بنيويورك تخلو المجلة من الإعلان ومن التسالي، أو المسابقات، وتباع النسخة في الكويت عام 1980م بـ600 فلس

## الأبواب
صدر العدد الأول في سبتمبر، 1980م. كتب رئيس التحرير في العدد الأول تحت عنوان صفحة الأهل: «إن أهداف المجلة تنمية فكر الطفل العربي ومعلوماته وتربيته على حب المثل، مواد المجلة مصممة لتوجه إلى أطفال ما قبل المدرس، ويمكن لأطفال السابعة أن يقرؤوها، ولأطفال الثامنة أن يساعدوا الأصغر منهم على قراءتها»
من بين مواد المجلة شخصيات افتح يا سمسم المسلسل التلفزيوني التي تظهر في المجلة ستكون جسراً للمعرفة وأداء المتعة.
يوجد في مقدمة المجلة تعليمات للكبار من أجل استيعاب البرنامج ونقل ما يتعلمونه إلى الأطفال الموجهة إليهم المجلة مثل: «أين أنت يا حرف الكاف»، لماذا أفرح، ولماذا أحزن؟ الإنسان والسفينة، أما بقية العدد فهو محاولة لتعليم سن ما قبل المدرسة بعض المفاهيم: كاف يا حرفي الجميل، يتضمن رسوماً للتعلم، وكتابة قلم وحرف الكاف بارز، 

## معرض صور